# Sabina Bober
Sabina Ewa Bober (ur. 31 marca 1976 w Przemyślu) – polska historyk, doktor habilitowana nauk humanistycznych, profesor Katolickiego Uniwersytetu Lubelskiego Jana Pawła II, specjalności naukowe: historia Kościoła, zagadnienia polonijne.

## Życiorys
W 2001 ukończyła studia na Wydziale Teologicznym KUL. W 2004 na podstawie rozprawy pt. Działalność biskupa Ignacego Tokarczuka w diecezji przemyskiej w warunkach PRL-u uzyskała na Wydziale Teologii Katolickiego Uniwersytetu Lubelskiego stopień naukowy doktora nauk humanistycznych w dyscyplinie historia w specjalności historia Kościoła. W 2014 na podstawie dorobku naukowego oraz rozprawy pt. Walka o dusze dzieci i młodzieży w pierwszym dwudziestoleciu Polski Ludowej nadano jej na Wydziale Historycznym Uniwersytetu im. Adama Mickiewicza w Poznaniu stopień naukowy doktora habilitowanego nauk humanistycznych w dyscyplinie historia w specjalnościach historia najnowsza, historia Kościoła, historia oświaty.
Była adiunktem w Instytucie Badań nad Polonią i Duszpasterstwem Polonijnym KUL oraz w Instytucie Historii Wydziału Nauk Humanistycznych KUL. Została profesorem Katolickiego Uniwersytetu Lubelskiego Jana Pawła II.